# Campeonato Universitario Borregos 2009
El Campeonato Universitario Borregos 2009 fue una competencia mexicana de fútbol americano universitario entre los 4 equipos del Instituto Tecnológico y de Estudios Superiores de Monterrey, que tuvo su única temporada en otoño del 2009. A partir del 2010 los equipos de esta liga privada son parte de la Conferencia Premier de la CONADEIP.

## Sistema de competencia
Los equipos se enfrentaron entre sí dos veces, uno como visitante y otro como local. Los dos mejores equipos del torneo se enfrentaron en la final en casa del mejor situado en la tabla de posiciones.

## Standings
| Equipo             | Récord | Cociente | PF  | PC  | Dif. | Racha |
| ------------------ | ------ | -------- | --- | --- | ---- | ----- |
| Borregos Monterrey | 6 – 0  | 1.000    | 253 | 77  | 176  | G6    |
| Borregos CEM       | 3 – 3  | 0.5      | 114 | 145 | -31  | G2    |
| Borregos Toluca    | 3 – 3  | 0.5      | 165 | 169 | -4   | P2    |
| Borregos CCM       | 0 – 6  | 0.000    | 72  | 213 | -141 | P6    |

     Clasificado a la final

## Resultados

### Temporada regular
| Fecha            | Hora     | Local              | Res.     | Visitante          | Estadio             |
| Semana 1         | Semana 1 | Semana 1           | Semana 1 | Semana 1           | Semana 1            |
| ---------------- | -------- | ------------------ | -------- | ------------------ | ------------------- |
| 11 de septiembre | 19:00    | Borregos CEM       | 28–6     | Borregos CCM       | Corral de Plástico  |
| 12 de septiembre | 17:00    | Borregos Toluca    | 23–53    | Borregos Monterrey | La Congeladora      |
| Semana 2         |          |                    |          |                    |                     |
| 18 de septiembre | 19:00    | Borregos Monterrey | 51–3     | Borregos CEM       | Estadio Tecnológico |
| 19 de septiembre | 15:00    | Borregos CCM       | 24–44    | Borregos Toluca    | Disney Field        |
| Semana 3         |          |                    |          |                    |                     |
| 25 de septiembre | 19:00    | Borregos Monterrey | 49–6     | Borregos CCM       | Estadio Tecnológico |
| 26 de septiembre | 12:00    | Borregos Toluca    | 35–17    | Borregos CEM       | La Congeladora      |
| Semana 4         |          |                    |          |                    |                     |
| 9 de octubre     | 19:00    | Borregos CEM       | 9–19     | Borregos Monterrey | Corral de Plástico  |
| 10 de septiembre | 13:00    | Borregos Toluca    | 20–9     | Borregos CCM       | La Congeladora      |
| Semana 5         |          |                    |          |                    |                     |
| 16 de octubre    | 19:00    | Borregos Monterrey | 40–30    | Borregos Toluca    | Estadio Tecnológico |
| 17 de octubre    | 19:00    | Borregos CCM       | 21–31    | Borregos CEM       | Disney Field        |
| Semana 6         |          |                    |          |                    |                     |
| 23 de octubre    | 19:00    | Borregos CEM       | 26–14    | Borregos Toluca    | Corral de Plástico  |
| 24 de octubre    | 19:00    | Borregos CCM       | 6–41     | Borregos Monterrey | Disney Field        |

### Final
| Casco           |        |               |
| Brazo izquierdo | Cuerpo | Brazo derecho |
| Pantalones      |        |               |
| Medias          |        |               |
| ITESM CEM       |        |               |

| 6 de noviembre de 2009, 19:00 Estadio Tecnológico - 4,000 espectadores |  |  |  |  |
|                                                                        |  |  |  |  |

| Casco           |        |               |
| Brazo izquierdo | Cuerpo | Brazo derecho |
| Pantalones      |        |               |
| Medias          |        |               |
| ITESM Monterrey |        |               |